# وال‌ماهی سست
وال‌ماهی سست (نام علمی: Cetomimidae) نام یک تیره از راسته وال‌ماهی‌سانان است.